# 協同組合
協同組合（きょうどうくみあい）は、共通する目的のために個人あるいは中小企業者や非営利組織等が集まり、組合員となって事業体を設立して共同で所有し、民主主義的な管理運営を行っていく非営利で相互扶助のための組合。社会的連帯経済の主要な担い手である。

## 概要
近代的な意味での協同組合は19世紀の英国に起源を発し、産業革命において大資本の力が強まる一方、労働者は低賃金や長時間労働を強いられ、低品質な製品を売りつけられていた。こうした構造に変革をもたらすべく、労働者28人が1人1ポンドを出資し、「ロッチデール先駆者協同組合」を設立し、小麦粉や砂糖、その他の日用品を販売した。
協同組合の国際組織として国際協同組合同盟（International Cooperative Alliance、ICA）があり、1923年に7月の第1土曜日を「国際協同組合デー」と定めた。
日本においても、1900年（明治33年）に産業組合法が制定され、1921年（大正10年）には現在の生活協同組合の前身となる購買組合が神戸で設立された。第二次世界大戦後の1948年（昭和23年）には消費生活協同組合法が制定され、組合員が一定の出資金を払えば、生協に加入できる。戦前の日本で、協同組合の役割に注目して題材としたのが、作家の宮沢賢治であった。その作品『ポラーノの広場』では、主人公たちが協同組合を作って理想の社会を作り上げる物語を描いた。
日本においては農協や漁協など、協同組合は個別法を根拠にしか設立することができないが、韓国で協同組合基本法が制定されたように、日本でも一定数の組合員を集めて出資金を募れば、協同組合を設立できる、一般的な協同組合法の制定を求める意見もある。

## 歴史
1498年、世界で初めての協同組合であるThe Shore Porters Societyがスコットランドのアバディーンに設立された。
日本では江戸時代後期の天保（1830年-1844年）に、農村指導者の大原幽学の創案で下総国香取郡長部村（現・千葉県旭市長部）で農村救済の仕組みが作られた。
1844年、最初の近代的な協同組合とされる消費組合ロッチデール先駆者協同組合が英国のマンチェスターの郊外で設立された。
1895年、英国の首都ロンドンで、国際協同組合同盟 (the International Co-operative Alliance: ICA) が設立された。2011年8月時点、本部はスイスにあり、94カ国の254団体が加盟し、傘下の協同組合の総組合員人数が10億人を超える世界最大の非政府組織 (NGO) となっている。2019年時点では109カ国から319の協同組合組織（うち日本は17団体）が参加するまでに拡大。それらの組合員総数は10億人を超え、約2億8000万人分の仕事を生み出している。国際連合の諸機関と協同組合振興促進委員会（COPAC）を組織している。
ドイツでは19世紀、フリードリヒ・ヴィルヘルム・ライファイゼン が零細農民向けに、ヘルマン・シュルツェ＝デーリチュが商工業者向けに、金融を主とする信用組合をそれぞれ発達させた。これは前述した、日本における産業組合法（1900年制定）の手本となった。ドイツ留学中にこうした動きを見た平田東助が感銘を受け、日本の報徳社の事例と併せて同法案の参考にした。
2016年、「共通の利益の実現のために協同組合を組織するという思想と実践」として、国際連合教育科学文化機関（ユネスコ）の無形文化遺産代表リストに、ドイツの申請に基づき登録された。

## 各国の協同組合

### 英国
協同組合が初めて誕生したのは英国である。18世紀、ランカシャー州のロッチデールでは織物業が不景気に見舞われ、織物工の賃金も非常に安い状況にあった。そこで28人のフラネル職工が集まって小さな組合を作り、小麦などを仕入れて組合員に分ける消費組合を誕生させた（ロッチデール先駆者協同組合）。その背景にはロバート・オウエンの思想があったとされている。

### ドイツ
ドイツは信用組合の祖国と言われている。19世紀には農業者や手工業者による信用組合ができていた。1851年にシュルツェ・デーリッチが初めての都市信用組合を、1862年にライフ・アイゼンが初めての農村信用組合を起こした。これらの信用組合は設立や運営などに多少の違いはあるが貯蓄業務と貸出業務を営むという点で共通している。

### デンマーク
19世紀末のデンマークでは農村部で深刻な不景気となっていた。農産物の価格暴落に伴い、狭い国土を有効活用するため、畜産を主体とする酪農国へ転換する国民運動が展開された。1882年に西ジュットランドのシェデリックで初めて酪農組合が組織された。

### 日本の協同組合

#### 現在の協同組合
日本では、事業内容ごとに個別の法律（特別法）で種々の協同組合が規定されており、協同組合に関する一般的な規定は存在しない。法人税法第2条第7号では、協同組合等（きょうどうくみあいとう）に分類され、全所得に対して、軽減税率の適用を受ける。また、事業分量配当金の損金算入が認められている。これは法人税法の別表第3に掲げられている。一部では協同組合基本法の制定を求める声もある。
1956年（昭和31年）に日本協同組合連絡協議会(Japan Joint Committee of Co-operatives: JJC) を設立して、各種協同組合運動の連携とICAの総会等への参加をはじめとした協同組合の国際活動に伴う連携・協力等の活動を進めていた。協議会は、2018年（平成30年）に日本協同組合連携機構（JCA）と改変されている。主な加盟組織はJA全中、JA全農、JA共済連、農林中金、家の光協会、日本農業新聞、日生協、全漁連、全森連、こくみん共済 coop、日本労協連、大学生協連および労金協会などである。
一方、個人で構成される組合組織（農協、生協等）とその連合会とは異なり、主に中小企業の経営に関する指導支援や業界調整の役割を担う中小企業団体中央会などの中央組織もある。これらは、ICAに加盟していないものの、歴史的な経緯や相互扶助の原理原則という側面では、他の組合組織と概ね共通している。
個別法に基づく協同組合またはこれに類する組織には、例えば以下のものがある。
- 生活衛生関係営業の運営の適正化及び振興に関する法律
  - 生活衛生同業組合、生活衛生同業小組合、生活衛生同業組合連合会
- 農業協同組合法
  - 農業協同組合（農協、JA）、農業協同組合連合会、農事組合法人
- 農林中央金庫法
  - 農林中央金庫
- 水産業協同組合法
  - 漁業協同組合（漁協、JF）、漁業生産組合、漁業協同組合連合会
  - 水産加工業協同組合、水産加工業協同組合連合会、共済水産業協同組合連合会（JF共済）
- 森林組合法
  - 森林組合、生産森林組合、森林組合連合会
- たばこ耕作組合法
  - たばこ耕作組合、たばこ耕作組合連合会、たばこ耕作組合中央会
- 消費生活協同組合法
  - 消費生活協同組合（生協）、消費生活協同組合連合会
- 中小企業等協同組合法（組合法、中協法）
  - 事業協同組合、事業協同小組合、信用協同組合、信用協同組合連合会、企業組合
- 中小企業団体の組織に関する法律（団体法、中団法）
  - 協業組合、商工組合、商工組合連合会
- 商店街振興組合法
  - 商店街振興組合、商店街振興組合連合会
- 信用金庫法
  - 信用金庫、信用金庫連合会
- 船主相互保険組合法
  - 船主責任相互保険組合、小型船相互保険組合
- 内航海運組合法
  - 内航海運組合、内航海運組合連合会
- 輸出入取引法
  - 輸出組合
  - 輸入組合
- 輸出水産業の振興に関する法律
  - 輸出水産業組合
- 労働金庫法
  - 労働金庫、労働金庫連合会
- 労働者協同組合法
  - 労働者協同組合、日本労働者協同組合連合会

#### 歴史的文脈での「協同組合主義」
日本では1900年（明治33年）に産業組合法が制定され、強い影響力を持つ大企業に対して零細企業の保護や連帯を進める政策が展開された。そのため、ここに活動の基礎を置く「協同組合主義」は、大資本の意向が最優先となる資本主義や労働者（戦前の「無産者」）の権利を拡大する社会主義とは異なる「第三の道」として提唱された。特に第二次世界大戦で敗北した直後、1940年代後半の日本では山本実彦を委員長とした日本協同党と協同民主党、そしてこれを継いだ国民協同党への流れとして続いた。これは資本主義を掲げる保守政党の日本自由党や民主党、社会主義・共産主義の実現を求める革新政党の日本社会党や日本共産党とは一線を画した中道政治勢力として機能した。日本協同党は多くの議員が公職追放対象者となって大きな打撃を受けたが、全国各地で結成された地域政党からの合流によって協同主義勢力は発言力を維持し、1947年（昭和22年）から1948年（昭和23年）までの片山内閣と芦田内閣では、国民協同党は社会党や民主党と組んだ三党連立内閣の与党となった。
その後、保守勢力の改編が続く中で国民協同党は呑み込まれ、最終的には船田中など多くのメンバーが1955年（昭和30年）の保守合同で成立した自由民主党に参加して「協同組合主義」の主張は姿を消したが、国民協同党の委員長（党首）として片山内閣の逓信大臣を経験した三木武夫は自民党で番町政策研究所を率い、最左派の非主流派として保守傍流に置かれながらも、1974年（昭和49年）に自由民主党総裁・内閣総理大臣となって三木内閣を組閣した。三木は首相として市場を独占する大企業の分割を含む独占禁止法改正を目指し、大幅な修正や曲折を経て社会党を含む野党の支持により同法案を衆議院で通過させたが、参議院では自民党内の反発を抑えられずに廃案になり、党内孤立による三木の影響力低下の一因となった。ただし、1976年（昭和51年）の下野後も含め、三木の政治哲学には「協同組合主義」がずっとあったという指摘が妻の睦子、さらに政治路線では三木とは異なる中曽根康弘などからなされている。
一方、戦時下の1942年（昭和17年）に実施された第21回衆議院議員総選挙（翼賛選挙）で当選していた吉田正は終戦直後に起きた上記の協同主義勢力の結集に参加していたが、1952年（昭和27年）の第25回衆議院議員総選挙で国政に復帰した時は右派社会党の所属となっていた。吉田はその在職中に農民中心の企業を志して協同乳業を設立し、同社は大手企業との提携を続けながらも存続している。
1970年代以降、生活クラブ生活協同組合（生協）から起こった代理人運動も協同組合が議会に進出した例の一つである。主に都市部を中心に今も地方議員を多数擁している。

## 協同組合原則
国際協同組合同盟 (ICA) は、1995年9月に英国マンチェスターで開催された100周年記念大会で、「21世紀に向けた世界の協同組合の活動指針を示す新しい協同組合原則」を採択した。

### 定義
協同組合は、人びとの自治的な組織であり、自発的に手を結んだ人びとが、共同で所有し民主的に管理する事業体を通じて、共通の経済的、社会的、文化的なニーズと願いをかなえることを目的とする。

### 価値
協同組合は、自助、自己責任、民主主義、平等、公正、連帯という価値を基礎とする。協同組合の創設者たちの伝統を受け継ぎ、協同組合の組合員は、正直、公開、社会的責任、他者への配慮という倫理的価値を信条とする。

### 原則
協同組合原則は、協同組合がその価値を実践するための指針である。
- 第1原則「自発的で開かれた組合員制」
- 第2原則「組合員による民主的管理」
- 第3原則「組合員の経済的参加」
- 第4原則「自治と自立」
- 第5原則「教育、研修および広報」
- 第6原則「協同組合間の協同」
- 第7原則「地域社会（コミュニティ）への関与」

## 記号
協同組合を表す㈿が「全角括弧付き協」としてUnicodeに含まれている。
| 記号 | Unicode | JIS X 0213 | 文字参照          | 名称                                            |
| ---- | ------- | ---------- | ----------------- | ----------------------------------------------- |
| ㈿   | U+323F  | -          | &#x323F; &#12863; | 全角括弧付き協 PARENTHESIZED IDEOGRAPH ALLIANCE |
| ㊯   | U+32AF  | -          | &#x32AF; &#12975; | 丸協 CIRCLED IDEOGRAPH ALLIANCE                 |